# E67 (európai út)
Az E67 egy európai út, amely a finnországi Helsinkiből indul és a csehországi Prágáig tart. Varsó és Tallinn közötti, kb. 670 km-es szakasza Via Baltica néven ismert.
Ez az útvonal a Baltikum legfontosabb közlekedési útvonala. Ez köti össze a három balti államot, Litvániát, Lettországot, Észtországot, valamint a Tallinn és Helsinki közötti komp révén Finnországot Európa többi részével. Különlegesen fontossá a három balti ország Európai Unióhoz történő csatlakozása után vált. A Via Baltica autópályává történő kiépítése az Unió kohéziós alapjának támogatásával gyors ütemben folyik.

## Nyomvonal
Helsinki - (finn-észt kompjárat) - Tallinn - (észt-lett határ) - Riga - (lett-litván határ) - Kaunas - (litván-lengyel határ) - Varsó - Łódź - Wrocław - Kudowa-Zdrój - (lengyel-cseh határ) - Náchod - Hradec Králové - Prága

### Kapcsolódó utak
Az E67-et keresztező vagy hozzá kapcsolódó európai utak:
- E 20
- E 263
- E 22
- E 28
- E 77
- E 30
- E 75
- E 40
- E 261
- E 442
- E 65
- E 55

## Képek

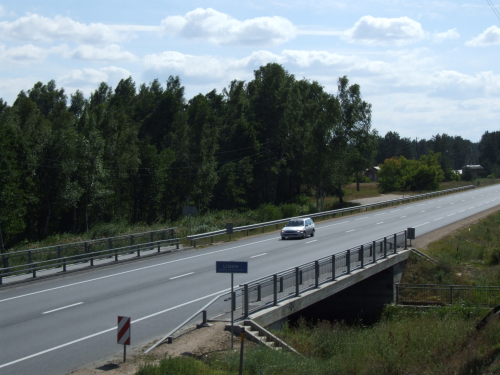
Az E67 Rigától északra
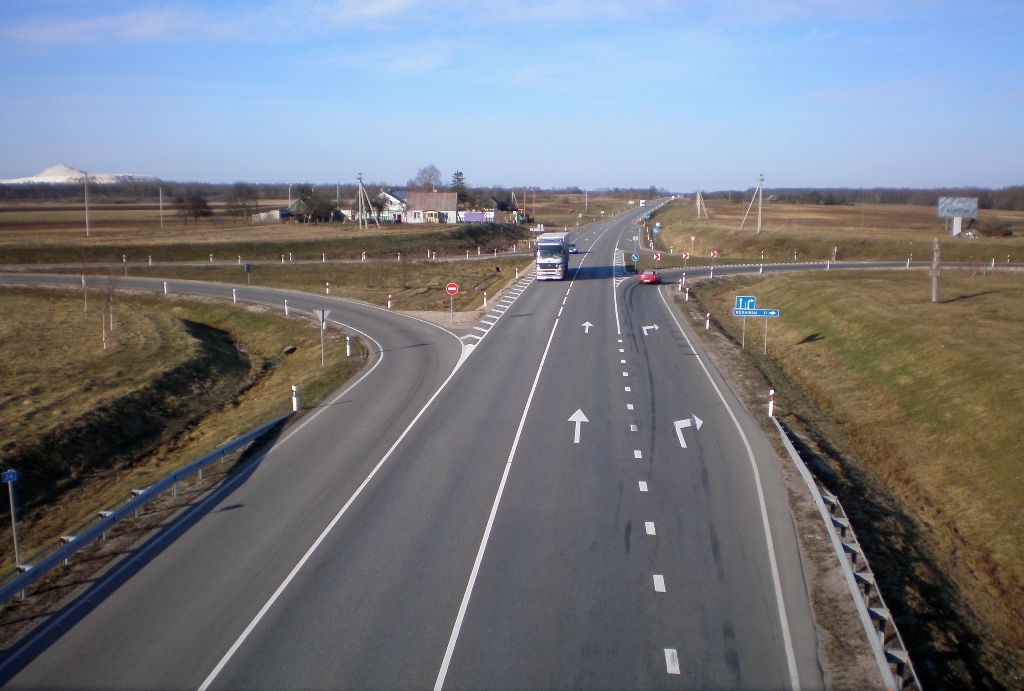
Az E67 Litvániában
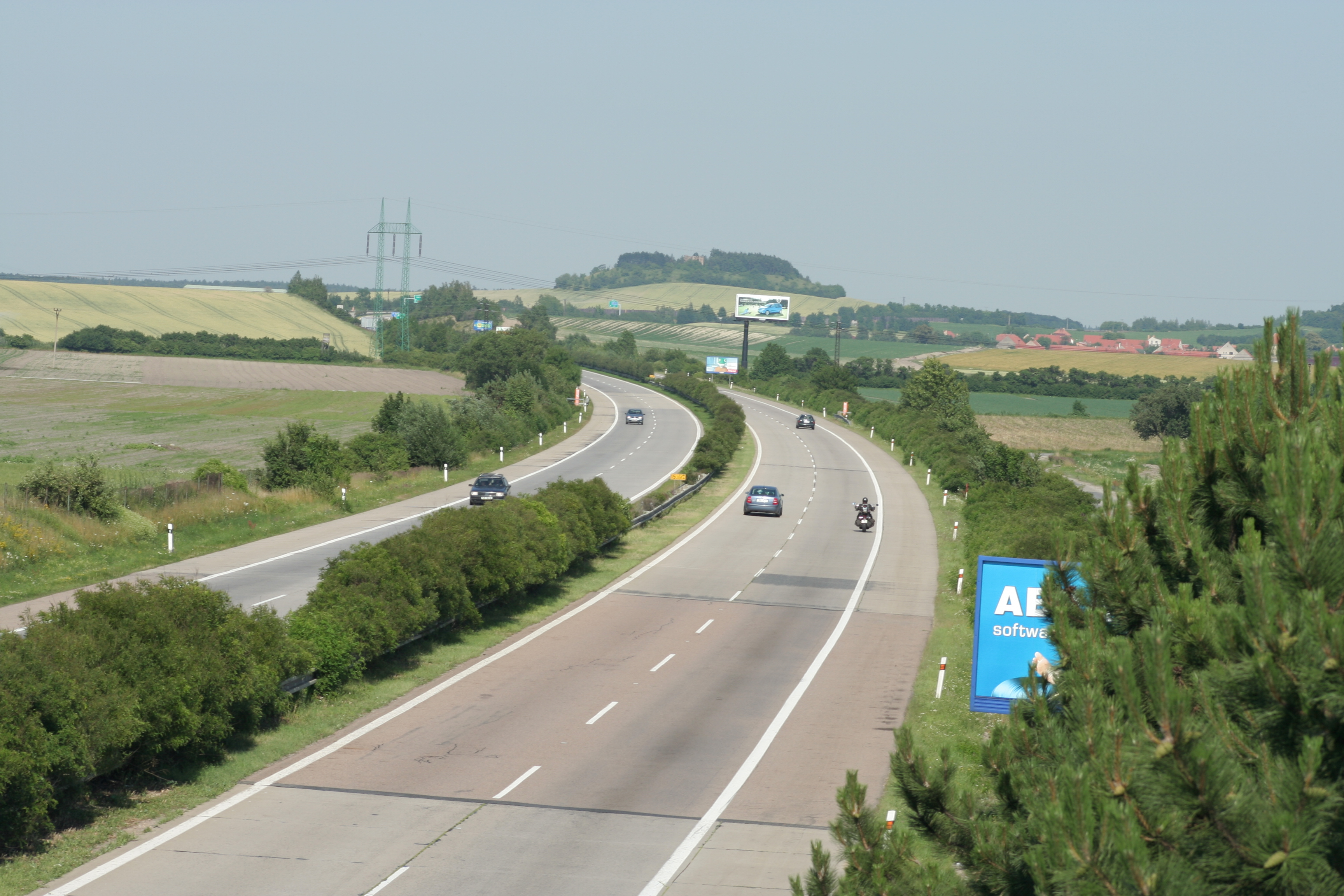
Az E67 Prágától keletre